# Teresa Gimpera i Flaquer
Teresa Gimpera i Flaquer   (Igualada, 21 de setembre de 1936 - Barcelona, 23 de juliol de 2024), coneguda en els seus inicis artístics com a Gim, fou una model de publicitat, actriu de cinema i empresària catalana. Va ser considerada com la «musa del Bocaccio», atès que va ser la protagonista de la fotografia que li va servir d'imatge, signada per Xavier Miserachs, una «icona de la Gauche Divine» i «la primera top model catalana».

## Biografia
Teresa Gimpera nasqué a Igualada, on passà els primers anys de la infància. Els seus pares, Perfecte Gimpera Vidal i Núria Flaquer Cucurella eren mestres d'escola republicans. Acabada la Guerra Civil espanyola, el seu germà Josep i ella es refugiaren amb la seva mare en un hotel abandonat a Wimereux, mentre el seu pare passà anys tancat en el camp de concentració d'Argelers. Més endavant, la família es traslladà a Barcelona, al districte de Sant Andreu. Gimpera es casà amb 20 anys amb l'editor Octavi Sarsanedas -germà de l'escriptor Jordi Sarsanedas-, amb qui tingué tres fillsː Marc, quan tenia 21 anys, Job i Joan, en una època en què ella desconeixia els mètodes anticonceptius.
Un dia que va anar a recollir el seu marit a la feina, a l'editorial Seix Barral, fou descoberta pel publicista i fotògraf Leopold Pomés i s'inicià ben aviat com a model professional. El seu primer anunci fou per a un calendari d'una marca de cervesa. Aquí començaria una trajectòria que la portaria a convertir-se en una de les cares més omnipresents de l'actualitat als anys 1960 i 1970, protagonitzant pàgines de revistes i diaris, presentant múltiples programes de televisió i rodant un total de 155 pel·lícules.
Els anuncis li van permetre fer el pas al cinema i l'any 1965 debutà com a actriu de cinema en la pel·lícula Fata Morgana, de Vicente Aranda, un thriller futurista en una Barcelona deserta, i posteriorment participà en moltes pel·lícules rodades a Espanya, França i Itàlia. A final de la dècada del 1960 formà part de la Gauche Divine, un moviment d'intel·lectuals i artistes d'esquerra de Barcelona. Obtingué gran popularitat quan fou designada Lady Europa l'any 1969.
L'any 1985 va crear a Barcelona Gimpera Models, una agència i escola de models, i des d'aquell moment només va tornar a fer cinema de forma esporàdica. L'agència és dirigida pel seu fill Job Sarsanedas. L'any 1987 fou protagonista de la pel·lícula El extranger-oh! de la calle de la Cruz del Sur, de Jordi Grau, filmada a El Molino. L'any 1990 es va casar amb l'actor de cinema californià Craig Hill (1926-2014), a qui va conèixer en el rodatge de Black box affair: il mondo trema , i es van fer parella sentimental aquell mateix any 1966.
El 23 de juliol de 2024, amb 87 anys, va morir a la seva residència de Barcelona. Poques setmanes abans li havien diagnosticat una malaltia terminal.

## Filmografia

### Cinema
- 1965: Fata Morgana. Director: Vicente Aranda
- 1966: Una historia de amor. Director: Jordi Grau
- 1966: Espi... ando. Director: Francisco Ariza
- 1966: Black box affair: il mondo trema. Director: Marcello Ciorciolini
- 1966: Le solitaire passe à l'attaque. Director: Ralph Habib
- 1967: Novios 68. Director: Pedro Lazaga
- 1967: Lucky, el intrépido. Director: Jesús Franco
- 1967: Wanted. Director: Giorgio Ferroni
- 1967: Tuset Street. Directors: Jordi Grau i Lluís Marquina
- 1967: Spia, spione. Director: Bruno Corbucci
- 1967: Play-Boy. Director: Enzo Battaglia
- 1968: La cena. Director: Jordi Grau
- 1968: Un día es un día. Director: Francisco Prósper
- 1968: ¡Cuidado con las señoras!. Director: Julio Buchs
- 1968: ¡Cómo sóis las mujeres!. Director: Pedro Lazaga
- 1968: Las secretarias. Director: Pedro Lazaga
- 1968: No le busques tres pies.... Director: Pedro Lazaga
- 1968: Matrimonios separados. Director: Mariano Ozores
- 1968: La battaglia d'Inghilterra. Director: Enzo G. Castellari
- 1968: Las crueles. Director: Vicente Aranda
- 1968: Viaje al vacío. Director: Javier Setó
- 1968: Las amigas. Director: Pedro Lazaga
- 1969: El extraño caso del doctor Fausto. Director: Gonzalo Suárez
- 1970: Helena y Fernanda. Director: Julio Diamante
- 1970: El gran crucero. Director: José Gutiérrez Maesso
- 1970: Después de los nueve meses. Director: Mariano Ozores
- 1970: ¿Quién soy yo?. Director: Ramón Fernández
- 1970: Forajidos implacables. Director: Alberto Cardone
- 1970: Count Dracula. Director: Jesús Franco
- 1970: Aoom. Director: Gonzalo Suárez
- 1970: Las piernas de la serpiente. Director: Joan Xiol
- 1971: Les pétroleuses. Director: Christian-Jaque
- 1971: Las amantes del diablo. Director: José María Elorrieta
- 1971: La novicia rebelde. Director: Lluís Lúcia
- 1972: Chicas de club. Director: Jordi Grau
- 1972: Ragazza tutta nuda assassinata nel parco. Director: Alfonso Brescia
- 1972: Las colocadas. director: Pedro Masó
- 1972: Historia de una chica sola. director: Jordi Grau
- 1972: La casa de las muertas vivientes. director: Alfonso Balcázar
- 1972: La notte dei diavoli. Director: Giorgio Ferroni
- 1973: Una breve vacanza. Director: Vittorio De Sica
- 1973: Las estrellas están verdes. Director: Pedro Lazaga
- 1973: La tumba de la isla maldita. Directors: Juli Salvador i Ray Danton
- 1973: El secreto de la momia egipcia. Director: Alejandro Martí
- 1973: Campa carogna...la taglia cresce. Director: Giuseppe Rosati
- 1973: Las tres perfectas casadas. Director: Benito Alazraki
- 1973: Las juergas de 'El señorito'. Director: Alfonso Balcázar
- 1973: El espíritu de la colmena. Director Víctor Erice
- 1974: Deu negrets. Director: Peter Collinson
- 1974: Las correrías del Vizconde Arnau. Director: Joaquim Coll
- 1974: El refugio del miedo. Director: José Ulloa
- 1974: Vida conyugal sana. Director: Roberto Bodegas
- 1974: Perversión. Director: Francisco Lara Polop
- 1975: Juego sucio en Panamá. Director: Tulio Demicheli
- 1975: El vicio y la virtud. director: Francisco Lara Polop
- 1975: El mejor regalo. Director: Javier Aguirre
- 1975: Vida íntima de un seductor cínico. Director: Javier Aguirre
- 1975: Strip-tease a la inglesa. Director: José Luis Madrid
- 1976: Las camareras. Director: Joaquín Coll Espona
- 1976: Último deseo. Director: León Klimovsky
- 1976: La ciutat cremada. Director: Antoni Ribas
- 1976: La querida. Director: Fernando Fernán Gómez
- 1976: La muerte del escorpión. Director: Gonzalo Herralde
- 1976: Secuestro. Director: León Klimovsky
- 1977: Más fina que las gallinas. Director: Jesús Yagüe
- 1977: La menor. Director: Pedro Masó
- 1977: Clímax. Director: Francisco Lara Polop
- 1978: La guerra de papá. Director: Antonio Mercero
- 1978: Carta de amor de una monja. director: Jordi Grau
- 1978: Borrasca. director: Miguel Ángel Rivas
- 1978: La ocasión. Director: José Ramón Larraz
- 1978: Las eróticas vacaciones de Stella. Director: Zacarías Urbiola
- 1982: Los embarazados. Director: Joaquín Coll Espona
- 1982: Victòria. Director: Antoni Ribas
- 1987: El extranger-oh! de la calle Cruz del Sur. Director: Jordi Grau
- 1987: Asignatura aprobada. Director: José Luis Garci
- 1989: La chute des aigles. Director: Jesús Franco
- 1991: Lolita al desnudo. Director: José Antonio de la Loma
- 1992: El llarg hivern. Director: Jaime Camino
- 2000: Y decirte alguna estupidez, por ejemplo, te quiero. Director: Antonio del Real
- 2000: Prenent-te. Directora: Isabel Gardela
- 2000: Adiós con el corazón. Director: José Luis García Sánchez
- 2000: Foc al càntir. Director: Frederic Amat
- 2001: Bellas durmientes. Director: Eloy Lozano
- 2004: El segon nom. Director: Paco Plaza
- 2007: 2 rivales casi iguales. Director: Miguel Ángel Calvo Buttini

### Televisió
- 2004: El cor de la ciutat
- 2010: El convidat, amb Albert Om[9]
- 2022: Entrevista d'Antoni Bassas a Teresa Gimpera[10]

## Llibres publicats
- 1996: Claves para saber estar (Ediciones B)
- 2003: Y se nota por fuera. Cómo alcanzar una espléndida madurez (Planeta)
- 2022: Teresa Gimpera, així és la vida (Toni Vall, Columna)